# Gran Premio Freccia d'Europa
Gran Premio Freccia d'Europa är ett travlopp för 4-åriga och äldre varmblodiga travhästar som körs på Ippodromo Agnano i Neapel. Loppet körs över 1 600 meter med autostart. Det är ett Grupp 1-lopp, det vill säga ett lopp av högsta internationella klass, och den samlade prissumman är 154 000 euro (2021).
Bland segrarna i loppet, finns bland annat Alrajah One, Vivid Wise As, Ringostarr Treb och Opal Viking.

## Segrare
| År   | Häst              | Kusk                  | Tränare               | Tid               | Tvåa               | Trea              |
| ---- | ----------------- | --------------------- | --------------------- | ----------------- | ------------------ | ----------------- |
| 2025 | Dimitri Ferm      | Marco Stefani         | Mauro Baroncini       | 1.10,6a           | Emma dei Veltri    | Click Bait        |
| 2024 | Banderas Bi       | Antonio Velotti       | Alessandro Gocciadoro | 1.09,7a           | Callisto           | Akela Pal Ferm    |
| 2023 | Bleff Dipa        | Roberto Vecchione     | Holger Ehlert         | 1.10,3a           | Vernissage Grif    | Zefiro d'Ete      |
| 2022 | Bleff Dipa        | Roberto Vecchione     | Holger Ehlert         | 1.10,5a           | Vaprio             | Blackflash Bar    |
| 2021 | Alrajah One       | Alessandro Gocciadoro | Alessandro Gocciadoro | 1.10,4a           | Antony Leone       | Zefiro d'Ete      |
| 2020 | Vivid Wise As     | Alessandro Gocciadoro | Alessandro Gocciadoro | 1.10,4a           | Zefiro d'Ete       | Deimos Racing     |
| 2019 | Vincent Sm        | Mario Minopoli J:r    | Mario Minopoli J:r    | 1.11,7a           | Arazi Boko         | Sonia             |
| 2018 | Super Star Reaf   | Davide di Stefano     | Alessandro Gocciadoro | 1.11,3a           | Arazi Boko         | Sonia             |
| 2017 | Toseland Kyu      | Roberto Andreghetti   | Umberto Todisco       | 1.11,3a           | Tamure Roc         | Trendy Ok         |
| 2016 | Ringostarr Treb   | Roberto Vecchione     | Holger Ehlert         | 1.11,1a           | Sharon Gar         | Trendy Ok         |
| 2015 | Orsia             | Antonino di Nardo     | Massimo Finetti       | 1.11,8a           | Ribot Ek           | Ravenna           |
| 2014 | Napoleon Bar      | Enrico Bellei         | Catello Savarese      | 1.10,7a           | Linda di Casei     | Mack Grace Sm     |
| 2013 | Owen's Club       | Enrico Bellei         | Pietro Gubellini      | 1.12,1a           | Moses Rob          | Owen Cr           |
| 2012 | Looney Tunes      | Tommaso di Lorenzo    | Enrico Gocciadoro     | 1.12,2a           | Obama Gar          | Look Mp           |
| 2011 | Locomotion Om     | Tommaso di Lorenzo    | Lucio Colletti        | 1.12,2a           | Gustav Diamant     | Mondiale Ok       |
| 2010 | Lover Power       | Pietro Gubellini      | Team Gubellini        | 1.12,9a           | Lemon Ice          | Irving Rivarco    |
| 2009 | Irina             | Giampaolo Minnucci    | Holger Ehlert         | 1.11,9a           | Linda di Casei     | Lisa America      |
| 2008 | Inget lopp kördes | Inget lopp kördes     | Inget lopp kördes     | Inget lopp kördes | Inget lopp kördes  | Inget lopp kördes |
| 2007 | Opal Viking       | Jorma Kontio          | Nils Enqvist          | 1.14,1a           | Algiers Hall       | Gruccione Jet     |
| 2006 | Passionate Kemp   | Jorma Kontio          | Markku Neiminen       | 1.13,4a           | Malabar Circle Ås  | Smashing Victory  |
| 2005 | Smashing Victory  | Björn Goop            | Olle Goop             | 1.13,1a           | Beissinger Hanover | Lets Go           |
| 2004 | Infant du Bossis  | Örjan Kihlström       | Stefan Melander       | 1.12,9a           | Magnetic Power     | Tag The Devil     |
| 2003 | Zinzan Brooke Tur | Marco Smorgon         | Marco Smorgon         | 1.13,0a           | Liberte            | Attestato         |
| 2002 | Tinak Mo          | Biago Lo Verde        | Biago Lo Verde        | 1.14,0a           | Attestato          | Beauty America    |
| 2001 | Zambesi Bi        | Mauro Biasuzzi        | Andrea Orlandi        | 1.13,6a           | Kejsare Sund       | Buckaroo K        |
| 2000 | Mapleton          | Wilhelm Paal          | Holger Ehlert         | 1.13,8a           | Igor Brick         | Princeling        |
| 1999 | Umbro di Grana    | Guiseppe Guzzinati    | Guiseppe Guzzinati    | 1.12,9a           | Big Smoker         | Meadowbranch Lou  |